# Hischylos-Maler

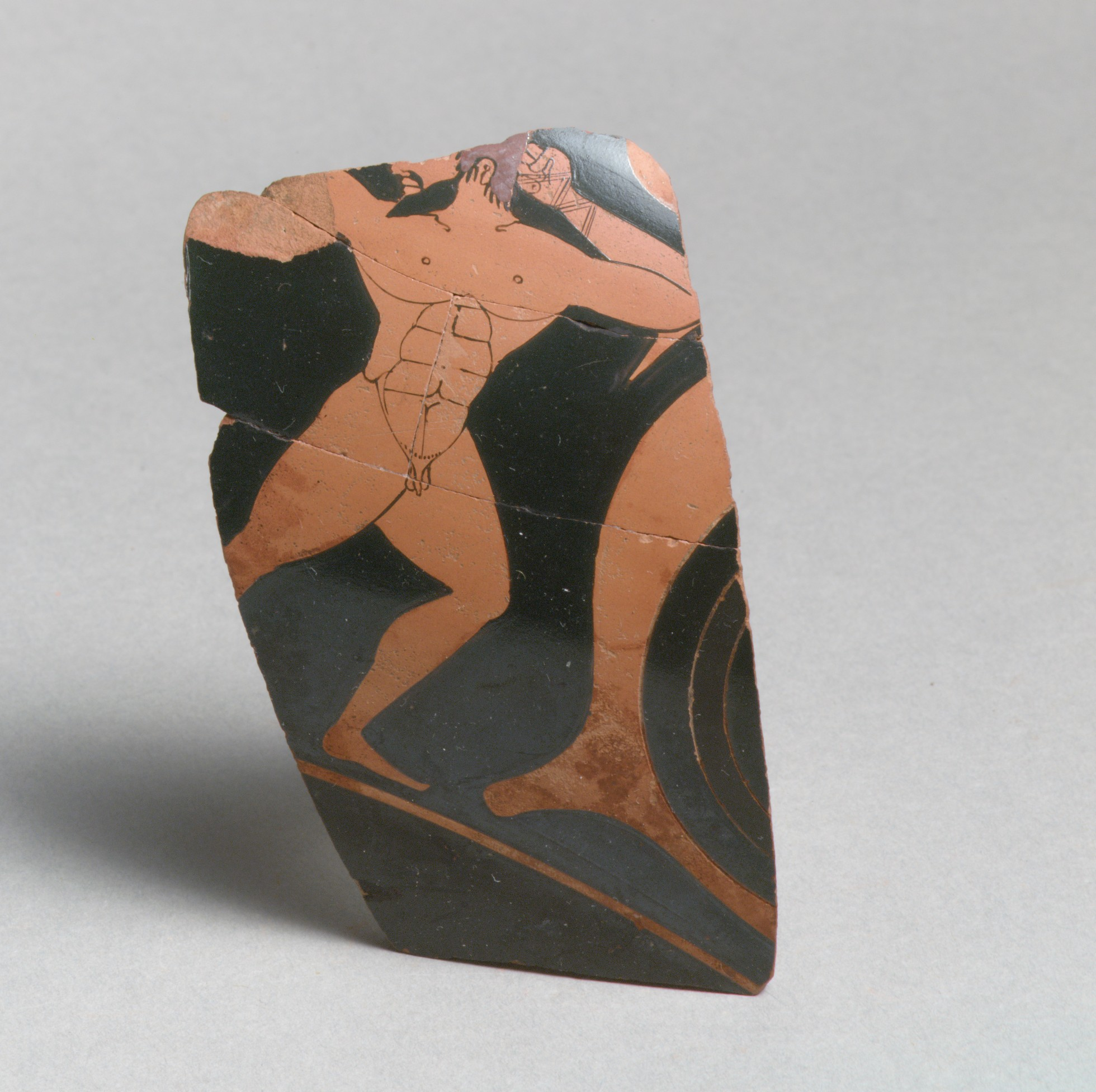
Boxer auf einem Schalenfragment des Hischylos-Malers im Metropolitan Museum of Art, um 520 v. Chr.

Der Hischylos-Maler war ein griechischer Vasenmaler, der gegen Ende des 6. Jahrhunderts v. Chr. in Athen tätig war.
Der Hischylos-Maler gehörte zu den frühen rotfigurigen Schalenmalern, die in etwa zur selben Zeit wie die sogenannte „Pioniergruppe“ des rotfigurigen Stils aktiv waren. Wie die anderen Schalenmaler testete auch der Hischylos-Maler die Möglichkeiten der neuen Technik aufgrund der vergleichsweise kleineren Arbeitsfläche der Schalen – das Innere (Tondo) sowie die beiden Außenseiten – nicht in derselben Tiefe aus, wie es die Vertreter der Pioniergruppe taten, dennoch trugen auch sie ihren Teil zum Erfolg des neuen Stils bei. Der Hischylos-Maler bemalte vor allem Augenschalen im schwarzfigurigen sowie andere Schalenformen im rotfigurigen Stil. Er war ein talentierter Zeichner, dessen Figuren meist sehr gelungen waren und dessen Bildkompositionen sich häufig durch Spannung auszeichneten. Auch seine stark verschlungenen Palmetten zeugten von großer Könnerschaft, während ihm perspektivische Verkürzungen Probleme bereiteten. Sein Name ist nicht überliefert, weshalb John D. Beazley ihn mit einem Notnamen unterscheidbar gemacht hat. Diesen erhielt er nach seiner Namenvase, einer Augenschale in der Sammlung des Museo Nazionale Etrusco di Villa Giulia, die vom Töpfer Hischylos signiert ist. Der Hischylos-Maler war einer der ersten Vasenmaler, die die zu der Zeit neu aufgekommene Form des Glockenkraters verzierten.